# Án lệ 27/2019/AL
Án lệ 27/2019/AL về thụ lý, giải quyết vụ án hành chính liên quan đến nhà đất mà Nhà nước đã quản lý, bố trí sử dụng trong quá trình thực hiện chính sách quản lý nhà đất và chính sách cải tạo xã hội chủ nghĩa trước ngày 1 tháng 7 năm 1991 là án lệ công bố thứ 27 thuộc lĩnh vực hành chính của Tòa án nhân dân tối cao tại Việt Nam, được Hội đồng Thẩm phán Tòa án nhân dân tối cao thông qua, Chánh án Tối cao Nguyễn Hòa Bình ra quyết định công bố ngày 9 tháng 9 năm 2019, và có hiệu lực cho tòa án các cấp trong cả nước nghiên cứu, áp dụng trong xét xử từ ngày 10 tháng 10 năm 2019. Án lệ 27 dựa trên nguồn là Quyết định giám đốc thẩm số 03 ngày 16 tháng 7 năm 2018 của Hội đồng Thẩm phán Tòa án nhân dân tối cao thông qua bản án sơ thẩm của Tòa án nhân dân tỉnh Trà Vinh về vụ án khiếu kiện quyết định giải quyết khiếu nại tại tỉnh Trà Vinh, nội dung xoay quanh quyết định hành chính; quyết định giải quyết khiếu nại; nhà đất do Nhà nước đã quản lý, bố trí sử dụng; chính sách về quản lý nhà đất và chính sách cải tạo xã hội chủ nghĩa 1991.
Trong vụ việc, gia đình Hồng Sa R và con gái Hồng Thị L từng quản lý và sử dụng mảnh đất ở thành phố Trà Vinh trong một thời gian dài; tuy nhiên mảnh đất này thuộc diện được quản lý bởi cơ quan Nhà nước, cấp phép sử dụng làm đất phục vụ kinh doanh thương mại. Gia đình khiếu nại yêu cầu cấp giấy chứng nhận quyền sở hữu nhà và quyền sử dụng đất, nhưng bị bác khiếu nại bởi Ủy ban nhân dân tỉnh Trà Vinh. Sau đó, Hồng Thị L đệ đơn khởi kiện yêu cầu hủy quyết định bác khiếu nại nêu trên. Từ đây, vụ việc được chọn làm án lệ để xác định vấn đề quyền sử dụng nhà đất thuộc diện quản lý, sử dụng, cải tạo xã hội chủ nghĩa của Nhà nước.

## Nội dung vụ án

### Tình tiết
Tại Khóm 03, Phường 2, thành phố Trà Vinh, tỉnh Trà Vinh có căn nhà số 05 N, nguồn gốc là của vợ chồng Hồng Sa R (gọi tắt: cụ R) và Trầm Thị N (gọi tắt: cụ N), là bố mẹ của Hồng Thị L (gọi tắt: bà L) mua của Nguyễn Thị K vào năm 1967 với diện tích 505 m². Năm 1969, ngôi nhà được ngăn thành 13 phòng sử dụng làm phòng ngủ lấy tên là Phòng ngủ Thống Nhất. Năm 1972, cụ N và cụ R xây dựng thêm một dãy nhà lầu ba tầng, năm căn, 15 phòng ở phía sau với diện tích đất xây dựng là 77 m². Ngày 13 tháng 4 năm 1976, cụ N được Ty thương nghiệp tỉnh Cửu Long cấp giấy phép hành nghề về việc cho thuê mướn phòng ngủ. Tháng 8 năm 1978, Công ty Khách sạn ăn uống thị xã Trà Vinh quản lý và tiếp tục kinh doanh phòng ngủ với hình thức chủ nhà làm nhân viên phục vụ và hưởng lương mỗi tháng.
Ngày 21 tháng 8 năm 1984, Ủy ban nhân dân thị xã Trà Vinh ban hành quyết định về việc quản lý toàn bộ Phòng ngủ Thống Nhất đường N, Phường 2, thị xã Trà Vinh, tỉnh Trà Vinh của cụ R với nội dung: nay quản lý toàn bộ nhà và đất Phòng ngủ Thống Nhất của Hồng Sa R, gồm phần nhà trước và dãy nhà phía sau, để cho ba phòng trệt ở dãy phía sau cho Hồng Sa R sử dụng. Do hoạt động kinh doanh không hiệu quả, ngày 28 tháng 7 năm 1985, Ủy ban nhân dân thị xã Trà Vinh ban hành quyết định về việc phân phối nhà với nội dung: nay giao toàn bộ Phòng ngủ Thống Nhất cho Ban Công nghiệp thị xã Trà Vinh. Năm 1990, Công ty Xuất nhập khẩu thị xã Trà Vinh giải thể, cụ R vào chiếm lại và sử dụng. Năm 1992, cụ R có đơn xin lại căn nhà trên. Năm 1993, cụ R chết, các con của cụ trong đó có Hồng Thị L tiếp tục quản lý và sử dụng căn nhà cho đến nay. Bà L có đơn xin được xem xét công nhận quyền sở hữu toàn bộ nhà, đất nêu trên.

### Quyết định hành chính
Ngày 27 tháng 7 năm 2012, Chủ tịch Uỷ ban nhân dân tỉnh Trà Vinh Trần Khiêu ban hành quyết định giải quyết khiếu nại của bà L như sau: bác đơn khiếu nại của bà L yêu cầu hợp thức hóa toàn bộ căn nhà số 05 đường N, Khóm 3, Phường 2, thị xã Trà Vinh, tỉnh Trà Vinh. Bà L được mua lại căn nhà, đất theo địa chỉ số 05 đường N theo quy định tại Nghị định số 61/CP ngày 5 tháng 7 năm 1994 của Chính phủ.

## Xét xử

### Sơ thẩm
Ngày 13 tháng 8 năm 2012, bà L có đơn khởi kiện đối với quyết định hành chính trước đó của Chủ tịch Ủy ban nhân dân tỉnh Trà Vinh. Ngày 26 tháng 1 năm 2015, tại trụ sở tòa ở số 196 đường Phạm Hồng Thái, Phường 2, thành phố Trà Vinh, phiên sơ thẩm hành chính đã diễn ra, Tòa án nhân dân tỉnh Trà Vinh quyết định: bác yêu cầu khởi kiện của Hồng Thị L yêu cầu Tòa án hủy quyết định số 1350 của Chủ tịch Ủy ban nhân dân tỉnh Trà Vinh. Ngoài ra, Tòa án cấp sơ thẩm còn quyết định về án phí và quyền kháng cáo của các đương sự.

### Phúc thẩm
Ngày 31 tháng 1 năm 2015, Hồng Thị L có đơn kháng cáo toàn bộ bản án sơ thẩm. Ngày 25 tháng 11 năm 2016, tại trụ sở ở số 124 đường Nam Kỳ Khởi Nghĩa, phường Bến Nghé, Quận 1, Thành phố Hồ Chí Minh, phiên phúc thẩm hành chính diễn ra, Tòa án nhân dân cấp cao tại Thành phố Hồ Chí Minh quyết định: chấp nhận đơn kháng cáo của Hồng Thị L. Sửa bản án sơ thẩm của Tòa án nhân dân tỉnh Trà Vinh. Hủy quyết định số 1350 năm 2012 của Chủ tịch Ủy ban nhân dân tỉnh Trà Vinh về việc giải quyết yêu cầu của Hồng Thị L. Chủ tịch Ủy ban nhân dân tỉnh Trà Vinh có trách nhiệm ban hành quyết định khác theo đúng quy định của pháp luật. Ngoài ra, Tòa án cấp phúc thẩm còn quyết định về án phí.

### Kháng nghị
Ngày 10 tháng 1 năm 2017, Ủy ban nhân dân tỉnh Trà Vinh có công văn đề nghị xem xét theo thủ tục giám đốc thẩm đối với bản án hành chính phúc thẩm của Tòa án nhân dân cấp cao tại Thành phố Hồ Chí Minh. Ngày 23 tháng 2 năm 2018, Chánh án Tòa án nhân dân tối cao Nguyễn Hòa Bình có quyết định kháng nghị bản án hành chính phúc thẩm của Tòa án nhân dân cấp cao tại Thành phố Hồ Chí Minh; đề nghị Hội đồng Thẩm phán Tòa án nhân dân tối cao xét xử giám đốc thẩm theo hướng hủy bản án hành chính phúc thẩm nêu trên và giữ nguyên bản án hành chính sơ thẩm của Tòa án nhân dân tỉnh Trà Vinh.

## Giám đốc thẩm
Ngày 16 tháng 7 năm 2018, với yêu cầu kháng nghị của Chánh án Tối cao và sự nhất trí của Viện Kiểm sát, Hội đồng Thẩm phán tối cao đã mở phiên xét xử giám đốc thẩm tại trụ sở tòa ở số 48 đường Lý Thường Kiệt, quận Hoàn Kiếm, Hà Nội. Tại phiên tòa giám đốc thẩm, đại diện Viện kiểm sát nhân dân tối cao đề nghị Hội đồng Thẩm phán Tòa án nhân dân tối cao chấp nhận kháng nghị của Chánh án Tòa án nhân dân tối cao, nhưng đề nghị Hội đồng xét xử hủy bản án sơ thẩm và bản án phúc thẩm và đình chỉ giải quyết vụ án vì căn cứ vào Nghị quyết số 23/2003/QH11 năm 2003 của Quốc hội khóa XI (gọi tắt: Nghị quyết 23) thì Chủ tịch Ủy ban nhân dân tỉnh Trà Vinh không được quyền ra quyết định giải quyết yêu cầu hợp thức hóa căn nhà của Hồng Thị L.

### Nhận định của Tòa án

#### Tố tụng
Về tố tụng: quyết định năm 2012 của Chủ tịch Ủy ban nhân dân tỉnh Trà Vinh về việc giải quyết khiếu nại của Hồng Thị L được ban hành căn cứ vào quy định tại Nghị quyết 23 về nhà đất do Nhà nước đã quản lý, bố trí sử dụng trong quá trình thực hiện chính sách quản lý nhà đất và chính sách cải tạo xã hội chủ nghĩa trước ngày 1 tháng 7 năm 1991, theo đó: Nhà nước không xem xét lại chủ trương, chính sách và việc thực hiện các chính sách về quản lý nhà đất và chính sách cải tạo xã hội chủ nghĩa liên quan đến nhà đất đã ban hành trước ngày 1 tháng 7 năm 1991. Nhà nước không thừa nhận việc đòi lại nhà đất mà Nhà nước đã quản lý, bố trí sử dụng trong quá trình thực hiện các chính sách về quản lý nhà đất và chính sách cải tạo xã hội chủ nghĩa liên quan đến nhà đất.
Quyết định số 1350 năm 2012 của Chủ tịch Ủy ban nhân dân tỉnh Trà Vinh có nội dung làm phát sinh, thay đổi, hạn chế, chấm dứt quyền, lợi ích hợp pháp của Hồng Thị L. Do đó, theo quy định tại Luật Tố tụng hành chính năm 2010 thì Quyết định số 1350 năm 2012 là quyết định hành chính và là đối tượng khởi kiện vụ án hành chính nên việc Tòa án cấp sơ thẩm thụ lý giải quyết vụ án là đúng thẩm quyền.

#### Nội dung
Căn nhà số 05 N mà hiện nay bà L đang quản lý, sử dụng có nguồn gốc là của gia đình bà L. Tuy nhiên, ngày 21 tháng 8 năm 1984, Ủy ban nhân dân thị xã Trà Vinh đã ban hành quyết định với nội dung quản lý toàn bộ nhà và đất Phòng ngủ Thống Nhất, để cho ba phòng trệt dãy lầu phía sau cho Hồng Sa R sử dụng; và ngày 28 tháng 7 năm 1985, Ủy ban nhân dân thị xã ban hành quyết định về việc giao toàn bộ Phòng ngủ Thống Nhất cho Ban Công nghiệp thị xã quản lý. Năm 1988, khi còn sống, cụ Hồng Sa R đã có đơn yêu cầu được nhận lại căn nhà nêu trên. Tuy nhiên, tại công văn năm 1988 của Ủy ban nhân dân thị xã Trà Vinh và Ủy ban nhân dân tỉnh Cửu Long đã trả lời không chấp nhận yêu cầu đòi lại nhà của cụ Hồng Sa R vì nhà thuộc diện cải tạo. Không đồng ý với việc giải quyết của Ủy ban nhân dân tỉnh Cửu Long, cụ Hồng Sa R có nhiều đơn khiếu nại. Sau khi cụ Hồng Sa R chết, bà Hồng Thị L tiếp tục khiếu nại.
Nhận định của Hội đồng Thẩm phán Tòa án nhân dân tối cao, Quyết định 03/2018/HC-GĐT.
Ngày 26 tháng 2 năm 2007, Bộ Xây dựng đã có ý kiến đối với trường hợp khiếu nại của bà L như sau: tuy căn nhà nói trên do cụ Hồng Sa R trực tiếp sử dụng nhưng trước đó Nhà nước đã có quyết định quản lý căn nhà này và thực tế đã bố trí sử dụng từ sau giải phóng cho đến khi gia đình cụ Hồng Sa R vào chiếm lại (năm 1990). Vì vậy, Bộ Xây dựng nhất trí với dự kiến của Ủy ban nhân dân tỉnh Trà Vinh là cho gia đình cụ Hồng Sa R được ký hợp đồng thuê căn nhà số 05 đường N với Nhà nước, sau đó, nếu gia đình cụ R có nhu cầu thì được mua lại căn nhà này theo Nghị định 61 của Chính phủ. Như vậy, thông qua việc ban hành quyết định năm 1984, 1985 của Ủy ban nhân dân thị xã Trà Vinh, xác định: Nhà nước đã quản lý, bố trí sử dụng trong quá trình thực hiện các chính sách về quản lý nhà đất và chính sách cải tạo xã hội chủ nghĩa liên quan đến nhà đất theo quy định tại Nghị quyết 23 do Nhà nước quản lý, bố trí sử dụng trong quá trình thực hiện các chính sách quản lý nhà đất và chính sách cải tạo xã hội chủ nghĩa trước ngày 1 tháng 7 năm 1991. Vì vậy, việc bà L khiếu nại đòi lại căn nhà số 05 đường N là không có cơ sở chấp nhận. Chủ tịch Ủy ban nhân dân tỉnh Trà Vinh ban hành quyết định không chấp nhận yêu cầu của bà L là đúng quy định của pháp luật.
Quyết định số 1350 nêu trên còn quyết định: Bà Hồng Thị L được mua lại căn nhà, đất địa chỉ số 05 đường N theo quy định tại Nghị định số 61 của Chính phủ. Như vậy, việc cho bà L được mua lại căn nhà, đất nêu trên theo quy định của Nghị định số 61 là đã đảm bảo quyền lợi cho gia đình bà L. Tòa án cấp phúc thẩm căn cứ theo Nghị định số 127 năm 2005 của Chính phủ hướng dẫn thực hiện Nghị quyết số 23 của Quốc hội và Nghị quyết số 755 năm 2005 của Ủy ban Thường vụ Quốc hội để từ đó chấp nhận yêu cầu kháng cáo của bà L, hủy quyết định của Chủ tịch Ủy ban nhân dân tỉnh Trà Vinh là sai lầm trong việc áp dụng pháp luật. Quan điểm của đại diện Viện kiểm sát nhân dân tối cao tại phiên tòa giám đốc thẩm là không có cơ sở chấp nhận; bởi lẽ căn cứ các quy định tại Luật Tổ chức Hội đồng nhân dân và Ủy ban nhân dân năm 2003, Luật Khiếu nại năm 2011 thì Chủ tịch Ủy ban nhân dân tỉnh Trà Vinh ban hành quyết định giải quyết khiếu nại của Hồng Thị L là đúng quy định của pháp luật.

### Quyết định
Từ những nhận định này, Hội đồng xét xử Hội đồng Thẩm phán Tòa án nhân dân tối cao căn cứ Luật Tố tụng hành chính 2015, ra quyết định: chấp nhận kháng nghị của Chánh án Tòa án nhân dân tối cao; hủy bản án hành chính phúc thẩm của Tòa án nhân dân cấp cao tại Thành phố Hồ Chí Minh; giữ nguyên bản án hành chính sơ thẩm của Tòa án nhân dân tỉnh Trà Vinh.